# Felix Finster

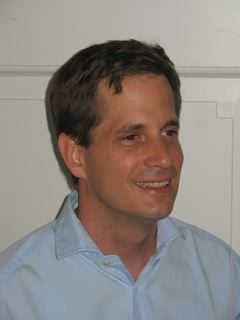
Felix Finster (2009)

Felix Finster (* 6. August 1967 in Mannheim) ist ein deutscher Mathematiker, der sich mit Problemen der mathematischen Physik, Geometrie und Analysis beschäftigt.

## Leben und Werk
Finster studierte Physik und Mathematik an der Universität Heidelberg, wo er 1992 bei Franz Wegner und Claus Gerhardt diplomierte. Von 1992 bis 1995 promovierte er an der ETH Zürich bei Konrad Osterwalder. Von 1996 bis 1998 war er Post-Doc an der Harvard University. Von 1998 bis 2002 war er Mitarbeiter am Max-Planck-Institut für Mathematik in den Naturwissenschaften in Leipzig. Er habilitierte sich 2000 an der Universität Leipzig. Seit 2002 ist er Professor für Mathematik an der Universität Regensburg.
Finster arbeitet hauptsächlich über mathematische Probleme in der allgemeinen Relativitätstheorie und Quantentheorie. Genauer untersucht er in Zusammenarbeit mit Niky Kamran, Joel Smoller und Shing-Tung Yau die Wellenausbreitung in der Umgebung eines Schwarzen Loches. Außerdem entwickelte er den Zugang des fermionischen Projektors zur Quantenfeldtheorie. In diesem Zusammenhang formulierte Finster das kausale Wirkungsprinzip. Der Zugang wurde in den letzten Jahren erweitert zu sogenannten kausalen Fermionsystemen, die einen mathematischen Rahmen zur Beschreibung von Quantengeometrien liefern.

## Schriften
- The Principle of the Fermionic Projector, AMS/IP Studies in Advanced Mathematics Series 35, American Mathematical Society, Providence, RI; International Press, Cambridge, MA, 2006, ISBN 978-0-8218-3974-4
- Finster, Niky Kamran, Joel Smoller, Shing-Tung Yau: Linear waves in the Kerr geometry: A mathematical voyage to black hole physics, Bulletin of the American Mathematical Society, Band 46, 2009, S. 635–659, doi:10.1090/S0273-0979-09-01258-0. arxiv:0801.1423
- Causal variational principles on measure spaces, Journal für die reine und angewandte Mathematik 646, De Gruyter 2010, 141–194, doi:10.1515/CRELLE.2010.069. arxiv:0811.2666
- A formulation of quantum field theory realizing a sea of interacting Dirac particles, Letters in Mathematical Physics 97, Springer, 2011, 165–183, doi:10.1007/s11005-011-0473-1. arxiv:0911.2102
- Finster, Olaf Müller, Marc Nardmann, Jürgen Tolksdorf, Zeidler  (Herausgeber): Quantum Field Theory and Gravity. Conceptual and Mathematical Advances in the Search for a Unified Framework, Springer, 2012, ISBN  978-3-03480-043-3
  - Darin: Felix Finster, Andreas Grotz, Daniela Schiefeneder: Causal fermion systems: A quantum space-time emerging from an action principle, doi:10.1007/978-3-0348-0043-3_9. arxiv:1102.2585